# Virus Choclo
Orthohantavirus chocloense
Espèce
Synonymes
- Choclo orthohantavirus (ICTV, 2016)
- Choclo virus (ICTV, 1999)

Le virus Choclo (CHOV) ou Orthohantavirus chocloense est un Orthohantavirus zoonotique à Negarnaviricota, présent dans les Amériques. Il est isolé pour la première fois en 1999 dans l'ouest du Panama ce qui marque la première découverte du syndrome pulmonaire à hantavirus (SPH) en Amérique centrale.

## Découverte
Le virus Choclo a été découvert dans l'ouest du Panama en 1999 marquant ainsi la première description du Syndrome cardiopulmonaire à hantavirus en Amérique centrale.
Lors de cette épidémie, une forte séroprévalence a été constatée dans la population générale, suggérant que ce virus présente une pathogénicité extrêmement faible et provoque des symptômes cliniques de non détectables à légers. Une étude portant sur des hamsters dorés infectés par le CHOV semble confirmer cette théorie. Tous les hamsters ont été testés positifs au CHOV, mais aucun n'a présenté de symptômes.

## Transmission
Il n'a pas été démontré que le virus Choclo se transmette d'une personne à l'autre. La transmission par aérosols d'excréments de rongeurs reste le seul mode de transmission connu du virus à l'homme. En général, aucun transfert par gouttelettes et/ou vecteurs passifs n'a été observé chez les hantavirus, que ce soit sous leurs formes hémorragiques ou pulmonaires,,.

## Réservoir naturel
Le virus Choclo a été isolé chez les rats et notamment le Oligoryzomys fulvescens à El Choclo, dans la province de Los Santos, dans l'ouest du Panama.

## Épidémiologie
Onze cas de SPH ont été signalés lors de la découverte du virus Choclo dont neuf confirmés sérologiquement lors de cette épidémie. Une enquête sérologique menée auprès des habitants de la région a révélé une prévalence d'anticorps de 13 %. Aucune transmission interhumaine n'a été constatée. Aucun décès n'a été enregistré parmi les cas confirmés sérologiquement. Les trois décès recensés n'ont pas pu être testés en sérologie par absence de prélèvements disponibles. Avant cette épidémie, aucun cas d'infection humaine à hantavirus n'avait été documenté en Amérique centrale,.
En 2010, sur les 140 cas de syndromes pulmonaire à hantavirus (dont 28 mortels) détectés au Panama, tous ceux passés par une hospitalisation ont été confirmés comme ayant une infection due au virus Choclo.